# Солдатенко, Борис Васильевич
Борис Васильевич Солдатенко (род. 16 ноября 1946) — украинский советский комсомольский деятель, 2-й секретарь ЦК ЛКСМУ. Депутат Верховного Совета УССР 10-го созыва. Член ЦК КПУ в 1990—1991 годах. Кандидат экономических наук.

## Биография
Окончил Луганский строительный техникум.
Трудовую деятельность начал в 1964 году мастером строительного управления № 1 треста «Луганськпромжитлобуд», затем работал бригадиром, мастером дорожно-строительного управления № 6 треста «Укравтотрансбуд» города Луганска, инженером по техническому надзору управления капитального строительства Луганского горисполкома.
Образование высшее. Окончил Киевский инженерно-строительный институт и заочно Киевский государственный университет имени Тараса Шевченко .
С 1970 года — командир областного студенческого строительного отряда при Киевском областном комитете ЛКСМУ.
Член КПСС с 1971 года.
С 1971 года — 1-й секретарь Шевченковского районного комитета ЛКСМУ города Киева. Служил в Советской армии. Затем работал ответственным организатором ЦК ЛКСМУ.
В 1973—1975 годах — 2-й секретарь Киевского городского комитета ЛКСМУ.
В 1975 — январе 1979 года — 1-й секретарь Киевского городского комитета ЛКСМУ.
В январе 1979 — августе 1982 года — 2-й секретарь ЦК ЛКСМУ.
В 1982—1985 годах — аспирант Академии общественных наук при ЦК КПСС в Москве.
С 1 августа 1985 по 1991 год — 1-й секретарь Ленинградского районного комитета КПУ города Киева.
С 1990-х годов — директор ряда коммерческих компаний, в частности Общества с ограниченной ответственностью «Информационно-коммерческая инновационная компания Инвест-сервис», ООО «Енерготрансбуд», ООО «Эйр Анастасия», корпорации «Международная авиационная компания „Аэротрек Авиейшн“» в городе Киеве.
Работал на общественных началах помощником депутата Верховной Рады Украины IV созыва от Социалистической партии Украины Гармаш Галины Федоровны .

## Награды
- орден Дружбы народов (1981)
- медали